# Georges B.J. Dreyfus
Pour les articles homonymes, voir Georges Dreyfus.
Georges B.J. Dreyfus né en 1950 en Suisse, est un universitaire specialiste en tibétologie, bouddhologie, avec un intérêt particulier dans la philosophie bouddhiste indienne. En 1985, après 15 ans d'études dans des monastères bouddhistes, il fut le premier occidental à recevoir le degré de Geshe Lharampa, le plus élevé dans les traditions scolaires tibétaines. Il intégra l'université de Virginie où il obtint un M.A. et un Ph.D. en histoire des religions.
Il est actuellement professeur de religion au Williams College, Massachusetts. 